# Werner von Broich
Werner Theodor von Broich (* um 1636; † 3. Mai 1731 in Aachen) war Schöffe und Bürgermeister der Reichsstadt Aachen.

## Leben und Wirken
Werner von Broich stammte aus dem jülich’schen Uradelsgeschlecht von Broich und war der Sohn von Johann Wilhelm von Broich zu Pattern und Dürwiß und der Anna von Schwartzenberg zu Gitzbach. Er wurde 1674 in den Schöffenstuhl aufgenommen und zwischen 1682 und 1715 mehrfach zum Bürgermeister der Stadt gewählt. Wegen eines Streits zwischen Schöffen und Rat, bei dem es vor allem um die Zulassung zum Schöffenstuhl durch nicht in Aachen geborene Personen ging, fand von 1700 bis 1705 keine Wahl eines Schöffenbürgermeisters statt und das Amt blieb unbesetzt. Dieser ungeklärte Rechtsstreit belastete unter anderem auch den Bürgermeister Werner von Broich, dessen Vater 1676 als „Auswärtiger“ in den Aachener Schöffenstuhl gewählt worden war und dessen Wahl für ungültig erklärt werden sollte, womit auch die Aufnahme von Werner von Broich als Nachfolger seines Vaters in den Schöffenstuhl fraglich war. Erst durch Intervention des Herzogs von Jülich Johann Wilhelm von der Pfalz wurde 1706 das Bürgermeisteramt wieder an von Broich übertragen, der es bis 1709 trotzt Protest des Schöffenstuhls durchgehend behielt. Erst dann erfolgten wieder turnusmäßig weitere Wahlen zum Schöffenbürgermeister. Das Rechtsproblem selbst schwelte noch bis 1714, bis durch einen abschließenden kaiserlichen Erlass alle seit 1676 gewählten Schöffen als rechtmäßig anerkannt wurden.
Werner von Broich gehörte außerhalb seiner Amtszeit als Bürgermeister mehrfach sowohl dem „Kleinen Rat“, der sich mit der Stadt- und Landeshoheit beschäftigte und das Ober- und Appellationsgericht bildete, als auch dem „Großen Rat“ an, der unter anderem für das Allgemeinwesen zuständig war, über Leben und Tod richtete und die neuen Ratsmitglieder wählte. Darüber hinaus wurde er achtmal zum „Christoffel“ (Gesandter der Aachener Grafschaften) der Berg- und Sandkaultorgrafschaft und einmal der Adalbrechtstorgrafschaft gewählt. Im Jahr 1716 trat von Broich aus dem Schöffenstuhl aus, um die Wahl seines Sohnes Johann Werner von Broich in diesen nicht zu gefährden, da direkte Verwandte nicht gleichzeitig Mitglied dieses Gremiums sein durften. Ebenso trat er 1722 aus gleichen Gründen zu Gunsten seines Sohnes aus der Sakramentsbruderschaft von St. Foillan aus, in der er seit 1682 Mitglied gewesen war.
Werner von Broich war verheiratet mit Johanna Maria Colyn (* 1648), Tochter von Bonifatius Colyn und Johanne Marie von Lomont, mit der er zwei Söhne bekam; außer dem bereits erwähnten Sohn und späteren Bürgermeister Johann Werner von Broich noch den späteren Offizier und Gutsbesitzer Johann Carl von Broich, dessen Nachkommen das Soerser Haus, das Schloss Broich bei Montzen und das Schloss Schönau erwarben.

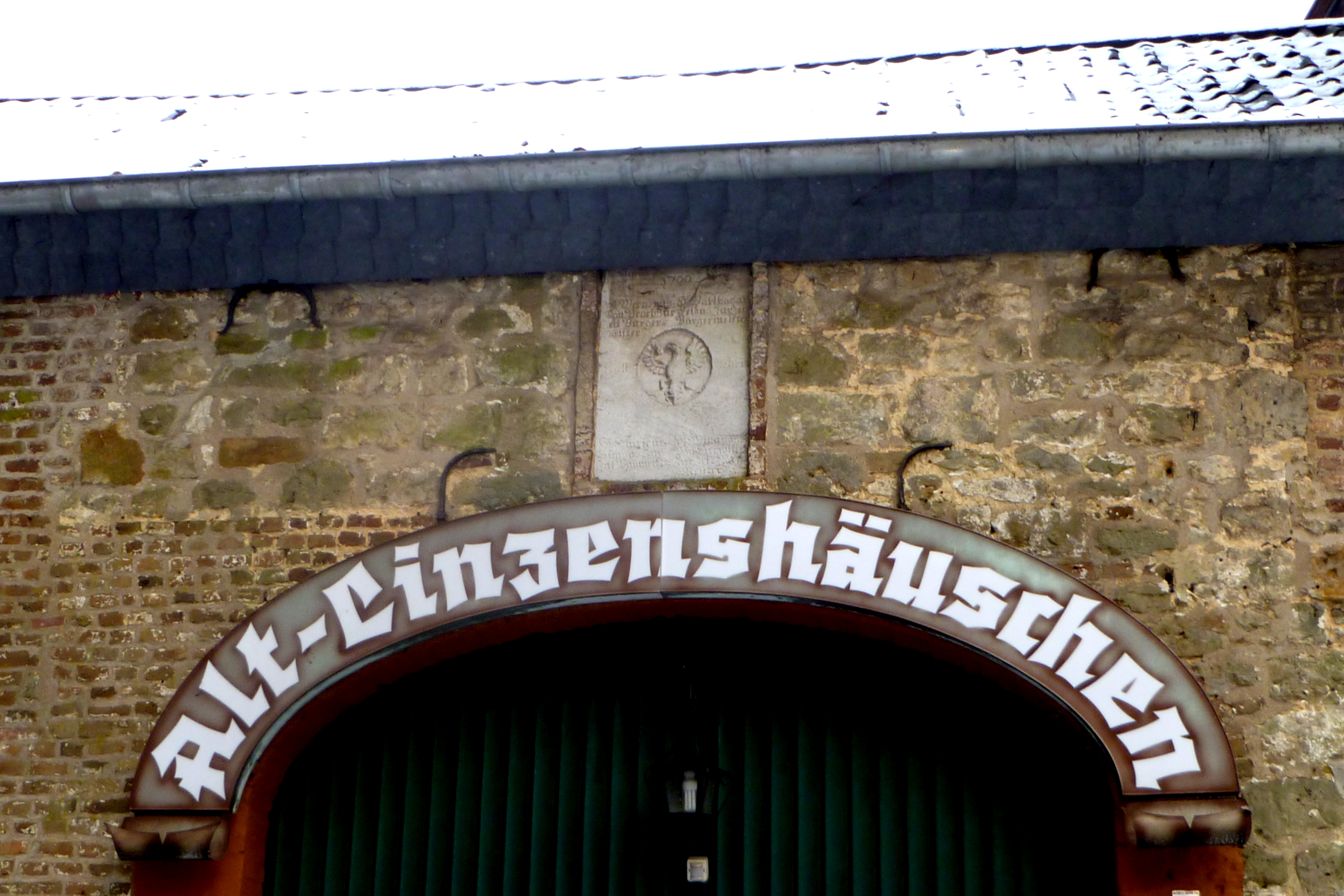
Wappenstein von Broich/Fiebus über dem Torbogen von Alt-Linzenshäuschen

Im hohen Alter von 95 Jahren starb Werner von Broich am 3. Mai 1731. Sein Wappen ist zusammen mit dem Wappen von Theodor Bodden, dem „Bürgerbürgermeister“ aus den Reihen der Zünfte, und der Jahreszahl 1683 an der äußeren Westwand von St. Foillan eingelassen. Ein weiteres Wappen von ihm und dem Bürgerbürgermeister Balthasar Fiebus, den Jüngeren mit der Jahreszahl 1700 befindet sich derzeit über dem Eingang von Alt-Linzenshäuschen, nachdem es zuvor an einer benachbarten und mittlerweile abgerissenen Einsiedelei angebracht war. Ein dritter Stein mit dem Wappen der Bürgermeister von Broich und Fiebus sowie der Jahreszahl 1708 ist in einer Remise im Haus Ludwigsallee 65 eingemauert. Bei all diesen Steinen sind zudem die Wappen der jeweiligen amtierenden Baumeister eingraviert.